# Hoher Weinberg

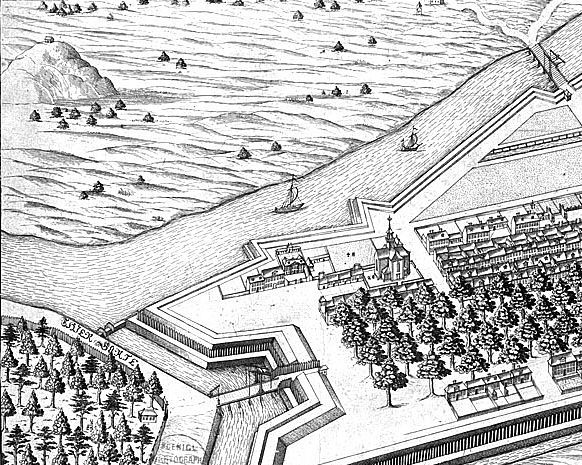
Die Berlin-Ansicht von Johann Bernhard Schultz von 1688 zeigt den Hohen Weinberg als deutliche Erhebung nördlich der neugegründeten Dorotheenstadt vor den Toren Berlins.

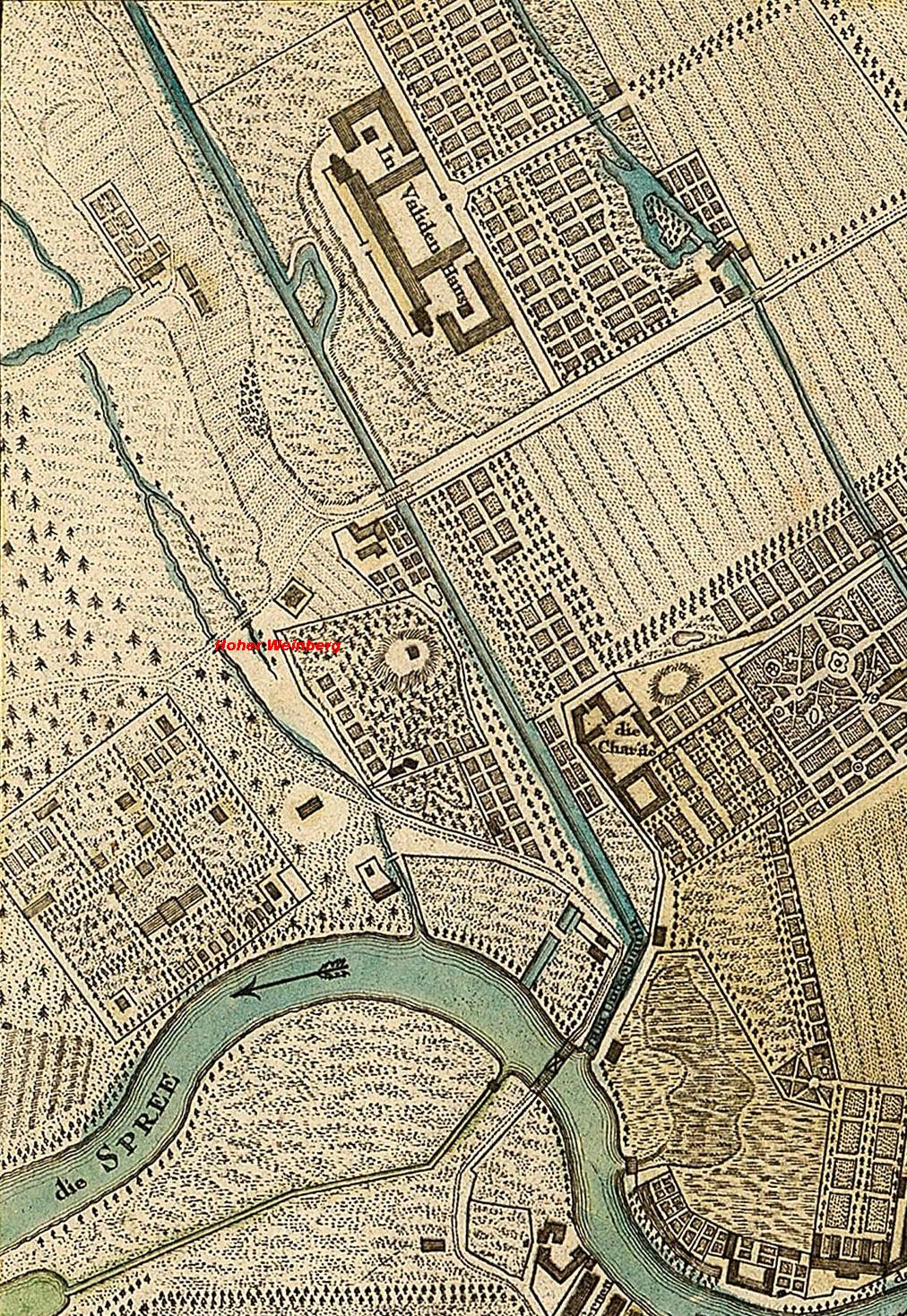
Der Hohe Weinberg lag in der Nähe des Krankenhauses Charité und der ehemaligen Königlich Preußischen Pulverfabrik. Ausschnitt aus dem Berlin-Plan von Rhode, 1772.

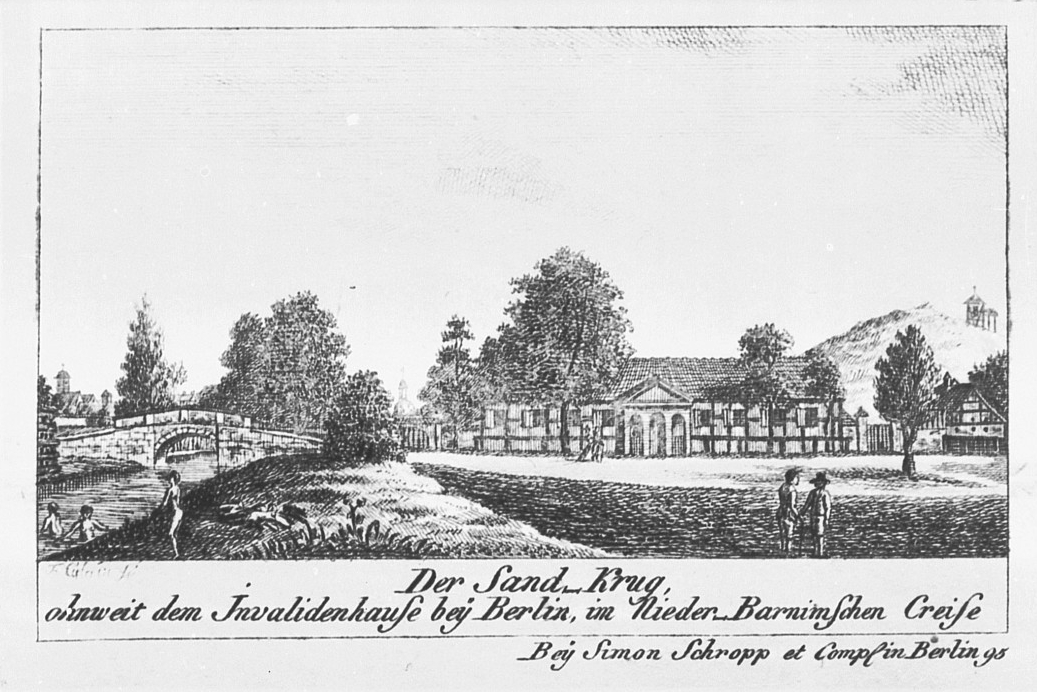
Die Gastwirtschaft „Der Sandkrug“. Rechts der Hohe Weinberg. Graphik von Friedrich August Calau, 1795.

Der Hohe Weinberg war ein im Gebiet der heutigen Stadt Berlin gelegener Weinberg. Er wurde 1848 abgetragen. Dort befindet sich heute der Humboldthafen.

## Die Lage des Hohen Weinbergs
Der Hohe Weinberg lag nordwestlich des alten Berlin in der sogenannten Jungfernheide. Er befand sich etwas südlich des Heerweges von Spandau nach Berlin, der beim Spandauer Tor die kurfürstliche Residenzstadt erreichte. Auf der Berlin-Ansicht von Johann Bernhard Schultz von 1688 ist der Berg (mit einem Haus auf seinem Gipfel) am linken Kartenrand als deutliche Erhebung nördlich der Spree zu erkennen (siehe Abbildung).

## Weinanbau in Berlin
Wein wurde im Mittelalter auch im Norden Deutschlands angebaut. Die Transportwege in andere Länder waren schlecht, und der Wein wurde mit vielerlei Gewürzen geschmacklich verbessert. In Preußen wurde der Weinanbau über siebenhundert Jahre betrieben und erlangte zeitweise beträchtliche Bedeutung im Wirtschaftsleben. Im Umland von Berlin gab es neben dem Hohen Weinberg noch weitere Weinberge. Heute erinnern Straßenbezeichnungen an den früheren Weinanbau (wie die Weinmeisterstraße und die gleichnamige U-Bahn-Station in Berlin-Mitte). An günstigen Südlagen wird auch heute noch in Berlin Wein angebaut.

## Die Besitzer des Hohen Weinbergs
Im 16. Jahrhundert besaß der Generalsuperintendent Agricola Eisleben, ein Mitarbeiter Martin Luthers, den Hohen Weinberg und gestaltete ihn zu einem ertragreichen Besitztum um. Sein Sohn Johann Agricola Eisleben jun. war von 1575 bis 1594 Bürgermeister von Berlin. Im 17. Jahrhundert erwarb der Große Kurfürst den Hohen Weinberg. 1698 übergab seine Schwiegertochter Sophie Charlotte, die Gattin von Kurfürst Friedrich III. (dem späteren König Friedrich I.), den Weinberg dem Königlichen Lakaien François Menadier (oder Menardier) in Erbpacht. In dessen Familie verblieb er bis 1757. Er wurde deshalb auch „Menadier’scher Weinberg“ genannt. Im 18. und 19. Jahrhundert befand sich das Gelände weiterhin in Privatbesitz.

## Ausflugsziel
Der Hohe Weinberg war ein beliebtes Ausflugsziel für die Berliner. Auf dem Gipfel des Berges befand sich deshalb auch ein Ausflugslokal. Von dort hatte man eine weite Aussicht über die Jungfernheide und über die nahe gelegene Pulverfabrik hinweg nach den „Zelten“ im Tiergarten. Am Fuß des Berges befand sich ein weiteres Gasthaus, der „Sandkrug“, dessen Garten zum Verweilen einlud.

## Der Bau des Humboldthafens
Im Zuge der Anlage des Berlin-Spandauer Schifffahrtskanals entstand ab 1847 der Berliner Humboldthafen. Für die Anlage des Hafens wurde der Hohe Weinberg 1848 abgetragen. Als 35 Jahre danach die Trasse der Stadtbahn etwas unsystematisch schlängelnd durch die Stadt gebaut wurde, ergab sich die Notwendigkeit, das Becken des Humboldthafens nahezu rechtwinklig mit einer Eisenbahnbrücke zu überqueren, gerade dort, wo sich früher der Hohe Weinberg befunden hatte. In veränderter Form besteht diese Eisenbahnbrücke bis heute. Seit 1861 gehört das Gebiet des früheren Hohen Weinbergs und des Humboldthafens zur Stadt Berlin.